# Morgan Pressel
Morgan Pressel (Tampa, 23 mei 1988) is een Amerikaans golfster. Ze debuteerde in 2006 op de LPGA Tour.

## Loopbaan
In 2001 werd Pressel op 12-jarige leeftijd de jongste speelster die zich kwalificeerde voor het US Women's Open. In 2007 werd het record verbroken door Lexi Thompson die ook twaalf jaar oud was maar wel enkele maanden jonger was dan Pressel toen. Van 2002 tot 2005 won ze enkele golftoernooien bij de junioren en de amateurs.
In 2005 werd Pressel een golfprofessional en een jaar later, in 2006, maakte ze haar debuut op de LPGA Tour. In 2007 behaalde ze haar eerste profzege door het Kraft Nabisco Championship, een Major, te winnen.
In 2010 won ze in Japan de World Ladies Championship Salonpas Cup, een toernooi van de LPGA of Japan Tour.

## Prestaties

### Amateur
- 2004: North and South Women's Amateur
- 2005: US Women's Amateur

### Professional
LPGA Tour
| Nr. | Datum           | Toernooi                   | Score           | Score | Info |
| --- | --------------- | -------------------------- | --------------- | ----- | ---- |
| 1   | 1 april 2007    | Kraft Nabisco Championship | 74-72-70-69=285 | –3    |      |
| 2   | 19 oktober 2008 | Kapalua LPGA Classic       | 72-72-67-69=280 | –8    |      |

LPGA of Japan Tour
- 2010: World Ladies Championship Salonpas Cup

Overige
- 2007: Wendy's 3-Tour Challenge (met Natalie Gulbis & Cristie Kerr)
- 2012: CVS Caremark Charity Classic (met Jay Haas)

## Prijzen
Amateur
- Girls Rolex Junior Player of the Year: 2005

## Teams
Amateur
- Junior Solheim Cup: 2002 (winnaars) & 2005 (winnaars)

Professional
- Solheim Cup: 2007 (winnaars), 2009 (winnaars), 2011, 2013
- Lexus Cup: 2006, 2007